# 장평로 (부산)
장평로는 부산광역시 사하구 장림동과 괴정동 사하초등삼거리를 잇는 부산광역시의 도로이다. 도로 이름은 과거엔 장림산업로였고 부산광역시도 제4106호선이었으나 도로명 개편 및 부산광역시도 노선 개정으로 지금과 같이 변경되었다. 장평로라는 이름은 장림동과 신평동을 지난다 하여 이 두 지역에서 따온 것이다.

## 연혁
- 2007년 6월 13일: 부산광역시도 제4106호선 장림산업로로 사하초등학교 ~ 장림우체국 3.2km 구간 노선 지정[1]
- 2012년 11월 28일: 노선명을 부산광역시도 제1003호선 대티로로 변경[2]
- 2017년 12월 27일: 노선명을 부산광역시도 제1003호선 장평로로 변경[3]

## 주요 경유지
부산광역시
- 사하구 장림동 - 신평동 - 괴정동

## 노선
| 이름                | 접속 노선                                                   | 소재지     | 소재지 | 비고 |
| ------------------- | ----------------------------------------------------------- | ---------- | ------ | ---- |
| (성보냉장)          | 부산광역시도 제43호선 (다대로)                              | 부산광역시 | 사하구 |      |
| (회전 교차로)       | 다대로320번길                                               | 부산광역시 | 사하구 |      |
| (이름 없음)         | 장림번영로                                                  | 부산광역시 | 사하구 |      |
| (이름 없음)         | 장림로                                                      | 부산광역시 | 사하구 |      |
| 기동대입구 교차로   | 부산광역시도 제66호선 (을숙도대로)                          | 부산광역시 | 사하구 |      |
| 사하소방서 교차로   | 신산로                                                      | 부산광역시 | 사하구 |      |
| 신평사거리          | 신산북로                                                    | 부산광역시 | 사하구 |      |
| 신평시장입구 교차로 | 다대로130번길 장평로199번길                                 | 부산광역시 | 사하구 |      |
| 배고개사거리        | 부산광역시도 제43호선 (다대로)                              | 부산광역시 | 사하구 |      |
| (이름 없음)         | 괴정로                                                      | 부산광역시 | 사하구 |      |
| 사하초등학교삼거리  | 국도 제2호선 국도 제77호선 부산광역시도 제10호선 (낙동대로) | 부산광역시 | 사하구 |      |

## 주요 건물 및 시설
- 효림초등학교 (부산광역시 사하구 장평로 106)
- 장림2동주민센터 (부산광역시 사하구 장평로 131)
- 장림우체국 (부산광역시 사하구 장평로 147)
- 부산지방경찰청 제2기동대 (부산광역시 사하구 장평로 198)
- 부산신평우체국 (부산광역시 사하구 장평로 258)
- 사하소방서 (부산광역시 사하구 장평로 270)
- 사남초등학교 (부산광역시 사하구 장평로 390)